# Hugo Hergesell
Hugo Emil Hergesell (Bydgoszcz, 29 de maio de 1859 – Berlim, 6 de junho de 1938) foi um meteorologista alemão.

## Obras
- "Beiträge zur Physik der freien Atmosphäre" (1904-; com Richard Assmann)
- Ergebnisse aerologischer Beobachtungen an internationalen Tagen, 1900-1913, 1925-1928

## Prêmios
- 1913 Medalha Buys Ballot da Royal Netherlands Academy of Arts and Sciences
- 1928 Medalha de Ouro Symons da Royal Meteorological Society.[1]

## Publicações selecionadas
- Hugo Hergesell: Über die Änderung der Gleichgewichtsflächen der Erde durch die Bildung polarer Eismassen und die dadurch verursachten Schwankungen des Meeresniveaus, Tese, Straßburg 1887
- Hugo Hergesell: Drachenaufstiege auf dem Bodensee. In: Beiträge zur Physik der freien Atmosphäre 1, 1904, p. 1–34
- Hugo Hergesell: Drachenaufstiege auf dem Mittelländischen Meer und auf dem Atlantischen Ozean. In: Meteorologische Zeitschrift 22, 1905, p. 277–279
- Hugo Hergesell: Die Erforschung der freien Atmosphäre in den Polargebieten. In: Meteorologische Zeitschrift 24, 1907, p. 566–567
- Adolf Miethe e Hugo Hergesell (Hrsg.): Mit Zeppelin nach Spitzbergen. Bong, Berlim 1911
- Hugo Hergesell: Die wissenschaftlichen Observatorien auf Teneriffa und in Spitzbergen, In: Meteorologische Zeitschrift 28, 1911, p. 566–568
- Hugo Hergesell: Die Strahlung der Atmosphäre unter Zugrundelegung von Lindenberger Temperatur- und Feuchtigkeitsmessungen. In: Die Arbeiten des Preußischen Aeronautischen Observatoriums 13, 1919.
- Hugo Hergesell e Paul Duckert: Sprengungen zu Forschungszwecken: Ergebnisse der vom 1. April 1923 bis zum 30. Sept. 1926 an verschiedenen Orten Deutschlands ausgeführten Versuche. Vieweg, Braunschweig 1927